# Aepophilus bonnairei
Aepophilus bonnairei  (лат.) — вид клопов, выделяемый в монотипическое семейство Aepophilidae. Обитают на морском побережье Западной Европы в ассоциации с литоральными зарослями бурых водорослей. Представители этого вида обладают недоразвитыми крыльями, не способны к полёту и внешне напоминают постельных клопов (Cimicidae). Способны переносить длительное погружение в морскую воду во время прилива.

## Распространение и образ жизни
Aepophilus bonnairei распространены на морском побережье Западной Европы от Британских островов и северной Франции до Испании и Португалии, возможно также в Марокко. Обитают в нижней части приливно-отливной зоны, под камнями в поясе плотных зарослей бурых водорослей из рода фукусов — Fucus serratus или Fucus spiralis. Во время прилива клопы проводят под водой длительное время, в квадратурные части приливного цикла — до нескольких дней. Подводное дыхание осуществляется через пластрон — воздушную прослойку, сохраняющуюся на покрытых короткими щетинками участках поверхности тела. Возможно, в некоторых случаях клопы прячутся в остающихся под камнями пузырях воздуха. Рацион Aepophilus bonnairei, по-видимому, представлен преимущественно обитающими в поясе фукоидов червями.

## Строение
Мелкие нелетающие клопы длиной около 3 мм, окрашенные в красно-бурые тона.  Представителей этого вида характеризует редукция органов зрения: утрата простых глазков и слабое развитие фасеточных глаз, которые состоят лишь из 40—45 омматидиев и, вероятно, не способны давать чёткое изображение. Органы осязания, напротив, развиты хорошо: четырёхчлениковые антенны укрупнены, тело несёт многочисленные осязательные щетинки — трихоботрии.
В связи с сильной редукцией надкрылий и полной утратой второй пары крыльев, брюшко Aepophilus bonnairei приобретает значительную подвижность и используется насекомыми при передвижении в тесных пространствах под камнями, а также при попадании в плёнку поверхностного натяжения. Передвижению по плёнке также способствуют наличие боковых килей на брюшке и расположение ног таким образом, чтобы свести к минимуму шансы повреждения плёнки коготками.
Aepophilus bonnairei обладают двумя парами грудных и восемью парами брюшных дыхалец, которые ведут в атриумы с плотно упакованными щетинками, служащими в качестве фильтра. Образование слоя воздуха на поверхности тела при погружении насекомого в воду обеспечивают микротрихии — миниатюрные щетинки длиной 1—10 мкм, изогнутые на вершине. На спинной стороне тела они покрывают заднюю часть головы, переднеспинку, щиток и основания надкрылий, продолжаясь в опоясывающую голову ленту и на боковую поверхность груди — в области дыхалец. На переднем краю переднеспинки расположен ряд ветвящихся щетинок с неустановленными функциями — черта, также описанная у некоторых представителей семейства Veliidae.

## История изучения и таксономия
Вид был впервые описан в 1879 году французским энтомологом Виктором Синьорэ. В родовом названии Aepophilus исследователь отразил факт находки этих клопов совместно с жужелицами Aepus robini (ныне Aepopsis robinii); видовой эпитет bonnairei дан им в честь коллеги-энтомолога барона Ашиля Боннера (фр. Achille Bonnaire). В течение первых десятилетий после открытия вид относили к водомеркам. В конце 1890-x годов финский энтомолог Эрнст Бергрот высказал предположение о более близком родстве Aepophilus bonnairei c семействами прибрежников (Saldidae) и Ceratocombidae. Впоследствии, до середины XX века, вид выделяли в самостоятельное семейство, затем — в подсемейство в составе клопов-прибрежников. В настоящее время вид вновь рассматривают в составе монотипического семейства, составляющего сестринскую группу по отношению к прибрежникам.